# Hugo Bach (Mediziner)

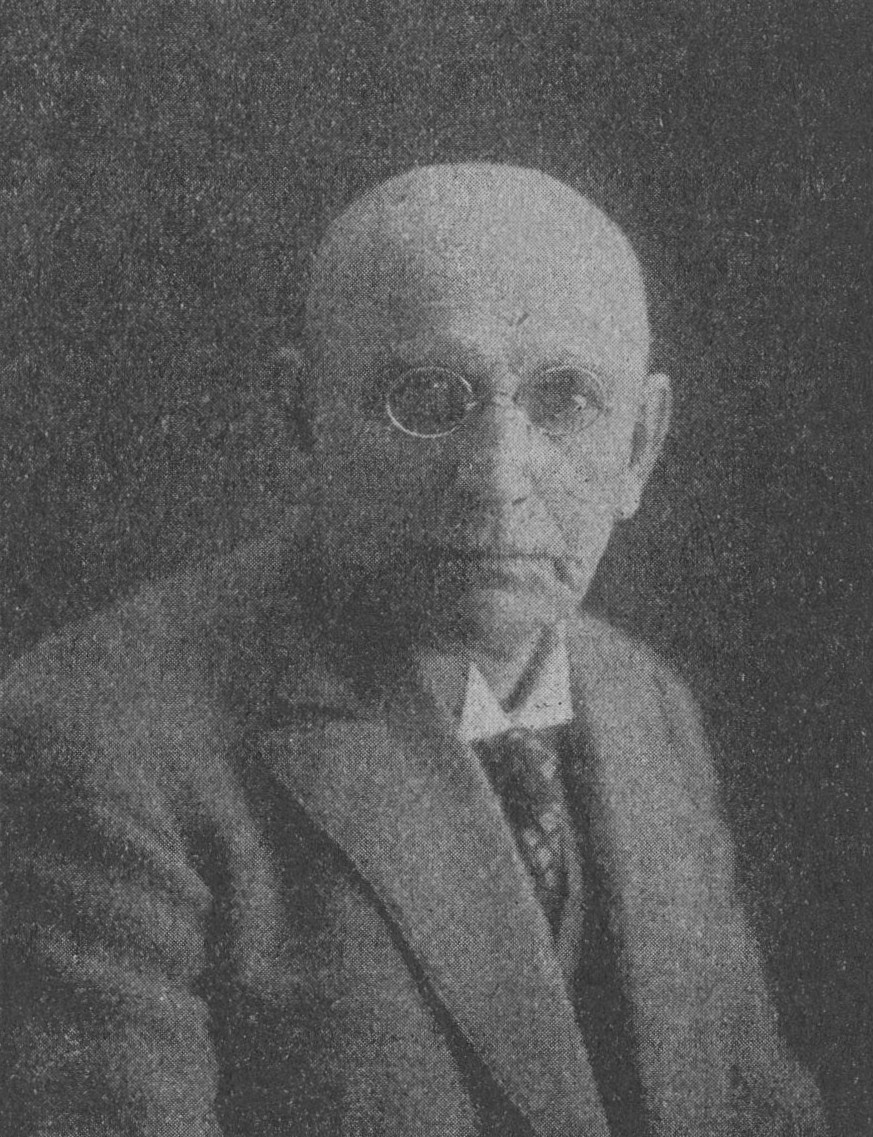
Hugo Bach, 1928

Max Hugo Bach, (Pseudonym: Hugo Grana; * 22. September 1859 in Krössuln; † 12. August 1940 in Dresden-Bad Weißer Hirsch) war ein deutscher Badearzt und Dramatiker. 

## Leben
Hugo Bach kam am 22. September 1859 in Krössuln als Sohn des Guts- und Mühlenbesitzers Adolf Bach (1816–1878) und der Henriette Eleonore (1821–1889) geborene Beyer zur Welt. Bach absolvierte zunächst ein Studium der Medizin an den Universitäten Freiburg, Marburg und Breslau. In Freiburg schloss er sich dem Corps Rhenania Freiburg an.
In der Folge leitete Bach zuerst seit 1886 eine Arztpraxis in Hohenstein-Ernstthal, anschließend in Bad Elster, wo er zusätzlich jahrzehntelang als Badearzt eingesetzt war. Zwischenzeitlich war er an den Universitäten Freiburg und Jena tätig. Im Jahr 1917 wurde Hugo Bach zum Geheimen Sanitätsrat ernannt.
Auf Bachs Forschungen basiert die Weiterentwicklung der Kromeyerschen Quecksilberdampf-Quarzlampe im Jahr 1906, einem Gerät mit ringförmigem Quarzbrenner und einem halbkugelförmigen Reflektor aus Aluminium, das er Künstliche Höhensonne nannte. Überdies erweiterte er die Indikation der Ultraviolett-Therapie von der Lokalbehandlung zur Allgemeinbehandlung. Zudem befasste Bach sich mit dem Wünschelrutenproblem und trat unter dem Pseudonym Hugo Grana als Autor einiger Lustspiele hervor.
Hugo Bach war zweimal verheiratet. Er war Vater einer Tochter und zweier Söhne aus erster Ehe sowie einer Tochter aus zweiter Ehe. Bach verstarb am 12. August 1940 im 81. Lebensjahr in Dresden.

## Schriften
- Die Einwirkung des ultravioletten Quarzlampenlichtes auf den Blutdruck, mit Bemerkungen über seine therapeutische Verwendung bei Allgemeinerkrankungen. In: Deutsche Medizinische Wochenschrift. Bd. 37, Heft 9, 1911, ISSN 0012-0472, S. 401–404.
- Anleitung und Indikationen für Bestrahlungen mit der Quarzlampe „Künstliche Höhensonne“. Kabitzsch, Würzburg 1914 (zahlreiche Auflagen).